# Adam Zaczkowski
Adam Michał Zaczkowski (ur. 7 sierpnia 1977 w Częstochowie) – polski samorządowiec i urzędnik, od 2024 wicewojewoda śląski.

## Życiorys
Ukończył studia z inżynierii biomedycznej na Wydziale Inżynierii Mechanicznej Politechniki Częstochowskiej oraz Międzywydziałowe Studium Kształcenia i Doskonalenia Nauczycieli na tej samej uczelni. Studiował podyplomowo zarządzanie projektami europejskimi na Akademii Ekonomicznej w Katowicach. Początkowo zatrudniony w Miejskim Ośrodku Sportu i Rekreacji w Myszkowie. W latach 2004–2005 i 2011–2024 pracował w urzędzie gminy Poraj, odpowiadając m.in. za pozyskiwanie środków, inwestycje i fundusze unijne. W międzyczasie zatrudniony w starostwie powiatowym w Myszkowie i Śląskiej Regionalnej Organizacji Turystycznej, a w 2024 był wicedyrektorem w częstochowskiego oddziału Agencji Restrukturyzacji i Modernizacji Rolnictwa. Został wykładowcą kontraktowym Uniwersytetu Jana Długosza w Częstochowie, działał w lokalnych organizacjach społecznych.
Zaangażował się w działalność polityczną w ramach Sojuszu Lewicy Demokratycznej, przekształconego w Nową Lewicę. W 2010 kandydował do rady miejskiej Myszkowa z ramienia lokalnego lewicowego komitetu (uzyskał mandat w miejsce innego radnego). W 2014 i 2018 wybierany do rady miejskiej Myszkowa z ramienia SLD, w 2024 nie wybrano go ponownie. Trzykrotnie ubiegał się o stanowisko burmistrza miasta: w 2014, 2018 i 2024 (za pierwszym razem przegrał w drugiej turze, zaś w 2018 i 2024 zajmował 3. miejsce wśród 4 kandydatów). Bez powodzenia kandydował do Sejmu w 2015. 26 września 2024 powołany na stanowisko pierwszego wicewojewody śląskiego, odpowiedzialnego m.in. za finanse i inwestycje, politykę społeczną i sprawy zdrowia (zastąpił Rafała Adamczyka).
Żonaty z Mariolą, ma dwoje dzieci.